# Fejér-Pataky Gábor
Kelecsényi Fejér-Pataky Gábor (? – Tótsók, 1808. április 2.) katolikus pap.

## Élete
Liptó vármegyéből származott, a teológiát Bécsben végezte 1774-ben és ez évben fölszenteltetett; káplán volt Osgyánban, azután Esztergomban, majd Lekéren; plébános 1778-ban Nagysárón, 1784-ben Radomán, 1805-ben kerületi alesperes, 1807-ben nagysallói lelkész.

## Munkái
Welika hodnost a ťaska povinnosť kterú dwogég cti-hodnému panovi Bobósik Jozefowi, biskupstwa Nitranského nowo-poswaťenému kňazowi, pri prwég obeťe geho, obetuwal, a predložil w kosťele welkoripnámskem… Nagyszombat, 1791. (A nagy méltóság és nehéz kötelesség, melyet tiszt. Bobósik József úr nyitraegyházmegyei új misés papnak első áldozata alkalmával felajánlott és előadott a nagy-rippényi templomban.)